# کولین (ایندیانا)
کولین (به انگلیسی: Koleen) یک منطقهٔ مسکونی در ایالات متحده آمریکا است که در شهرستان گرین، ایندیانا واقع شده‌است. کولین ۱۶۰٫۹۴ متر بالاتر از سطح دریا واقع شده‌است.